# Sydney White
Sydney White is een film uit 2007 onder regie van Joe Nussbaum. De film is een moderne versie van het sprookje Sneeuwwitje wat betreft de personages, terwijl de verhaallijn grotendeels gelijk is aan die in Revenge of the Nerds (1984).
De film werd in de Verenigde Staten op 21 september 2007 uitgebracht in de bioscoopzalen. In Nederland kende Sydney White een direct-naar-videorelease op 10 juni 2008.

## Verhaal
Sydney White (Amanda Bynes) is een tiener die werd opgevoed door een groep bouwvakkers. Haar moeder overleed toen ze negen jaar oud was en sindsdien is ze voornamelijk omgeven door mannen. Als ze naar de universiteit gaat, hoopt ze in de voetsporen van haar moeder te treden door lid te worden van studentencorps Kappa Phi Nu. Dit corps bestaat uit een groep elitaire meisjes, met Rachel Witchburn (Sara Paxton) als leidster.
White valt tijdens de selectieperiode behoorlijk uit de toon binnen het corps. Haar kamergenoot Dinky (Crystal Hunt) is net als White daar om in de voetsporen van haar moeder te treden en is haar enige vriendin. Ze voelt zich schuldig als ze dwaas Lenny (Jack Carpenter) publiekelijk moet dumpen met een barrekening, na hem eerst meegetroond te hebben om aan een opdracht te voldoen. Door Whites vrijgevochten gedrag en scherpe opmerkingen richting Witchburn, trekt ze de aandacht van Tyler Prince (Matt Long), de ex-vriend van Witchburn. Mede daarom heeft die onmiddellijk een hekel aan White, want ze wil Prince nog steeds terug en ziet in White (terecht zal blijken) een bedreiging.
Witchburn krijgt nog een grotere hekel aan Sydney als zij haar dreigt te overtroeven in een lijst van meest populaire studenten, die ze dagelijks bekijkt op het internet. Ze besluit het aspirant-Kappalid op persoonlijke titel als leidster uit te sluiten van Kappa Phi Nu. White verlaat teleurgesteld het huis en gaat in de regen het gebeurde overdenken op het stoepje voor The Vortex, de bijnaam van het huis waarin de voor van alles en nog wat allergische Lenny woont samen met zes andere buitenbeentjes. Dit zijn mopperkont Gurkin (Danny Strong), het onbegrepen super-IQ Terrence (Jeremy Howard), de kleine kinderlijke padvinder George (Arnie Pantoja), de verlegen en alleen door de mond van handpop Skoozer pratende Jeremy (Adam Hendershott), de al drie jaar aan een jetlag lijdende Nigeriaan Embelackpo Akim 'Embele' Batumbe (Donté Bonner) en de meidengekke maagd Spanky (Samm Levine). Lenny en Spanky tronen White mee naar binnen en bieden haar een kamer aan in hun grootschaals verkrotte huis.
White besluit dat de huidige gang van zaken op de universiteit, waarin de kleine Griekse elite 80% van de accommodaties voor zichzelf houdt, onacceptabel is. Ze zet samen met haar zeven nieuwe huisgenoten een actie op poten om in de studenteraad te komen en van daaruit de boel eerlijker te verdelen. Hoewel weinigen The Seven Dorks in het het begin serieus nemen, weten ze onder aanvoering van White stukje bij beetje de harten van de medestudenten voor zich te winnen, die ook genoeg hebben van de vastgeroeste machtsverhoudingen op de campus.
Aan het einde van de film is White de nieuwe vriendin van Prince. Witchburn is wegens haar wreedheid gedumpt door zowel de niet-elite als door haar eigen studentencorps, dat in stilte en angst voor haar macht ook een hekel aan haar had. White wint het debat, waarmee ze de nieuwste voorzitter van de studentenraad wordt en is de nieuwe nummer één op de populariteitslijst van de universiteit.

## Rolbezetting
| Acteur               | Personage                           | Opmerkingen     |
| -------------------- | ----------------------------------- | --------------- |
| Amanda Bynes         | Sydney White                        | Sneeuwwitje     |
| Sara Paxton          | Rachel Witchburn                    | Gemene koningin |
| Matt Long            | Tyler Prince                        | De Prins        |
| John Schneider       | Paul White                          |                 |
| Crystal Hunt         | Demetria "Dinky Hodgekiss" Rosemead |                 |
| Jack Carpenter       | Lenny                               | Niezel          |
| Jeremy Howard        | Terrance                            | Doc             |
| Danny Strong         | Gurkin                              | Grumpie         |
| Samm Levine          | Spanky                              | Giegel          |
| Adam Hendershott     | Jeremy                              | Bloosje         |
| Donté Bonner         | Embele                              | Dommel          |
| Arnie Pantoja        | George                              | Stoetel         |
| Brian Patrick Clarke | Professor Carleton                  |                 |
| Libby Mintz          | Christy                             |                 |
| Lauren Leech         | Katy                                |                 |
| Kierstin Koppel      | Gothic meisje, Gurkins vriendin     |                 |
| Cree Ivey            | Jonge Sydney                        |                 |